# Dämonologie
Dämonologie ist die Theorie von den Dämonen, d. h. der bösen Geister, wie sie sich religionsgeschichtlich rekonstruieren lässt oder auch explizit ausformuliert in kulturgeschichtlichen Dokumenten vorliegt. Systematische Darstellungen der christlichen Theologie enthielten zeitweise eine Dämonenlehre als Anhang zur Angelologie, da die Dämonen als gefallene Engel konzeptualisiert werden, deren Behandlung wiederum der Schöpfungstheologie untergeordnet ist, wobei die dogmatische Stoffbehandlung meist auch auf andere Traktate wie Soteriologie oder Christologie ausgreift. Eher im Bereich der Magie, Volksfrömmigkeit oder Theurgie (im Unterschied zum religiösen Kult) zu verortende Behandlungen von Dämonen führen neben einer Katalogisierung oftmals z. B. auch Techniken der Beeinflussung und Abwehr auf.

## Begriffsgeschichte
Bezeichneten die griechischen Ausdrücke δαίμων (daímon) bzw. δαιμόνιον (daimónion) zunächst sowohl gute wie böse wirkende göttliche bzw. numenale Wesen, so überwiegt seit der Dämonologie von Xenokrates die Wortbedeutung im Sinne eines bösen Geistes.
Die Bezeichnung „Dämonen“ wird schwankend gebraucht, etwa für „ehemalige Götter“, „Wesen, die bedrohliche Gegenwelten verkörpern oder Krankheiten verursachen“, für „übernatürliche Kommunikationsmittler“ oder „Grenzgänger zwischen Göttern und Menschen“.
Während Platon in seinem Werk ‚Symposion' Dämonen noch als Mittlerwesen zwischen Göttern und Menschen beschrieb, vollzog sich mit Xenokrates eine Wende: Er ordnete die Dämonen in eine hierarchische Struktur ein und schrieb ihnen erstmals überwiegend negative Eigenschaften zu.

## Ideengeschichte

### Antike
In verschiedenen Kulturen findet sich die Vorstellung, dass diverse den Menschen ereilende Schädigungen durch böse Geister bewirkt seien. Eine Systematisierung dieser Schadgeister kann erfolgen nach einer Typologie dieser Wirkungen: Sexualdämonen bewirken z. B. Unfruchtbarkeit usf.

### Bibel
Entsprechend der in der Bedeutung schwankenden Verwendung des Ausdrucks „Dämonen“ und dem Fehlen irgendeines genauen Äquivalents in semitischen Sprachen ist eine Befunderhebung für das alte Testament schwieriger. Vielfach sind unter den weit ausgeprägten Vorstellungen von Unheil bewirkenden Geistern insb. Parallelvorstellungen zu nahen Kulturen wie der iranischen Religion aufgezeigt worden, so etwa für Lilith (Jes 34,14 ) und die babylonische Lilitu.
Im antiken Judentum (wie auch im neuen Testament) werden die Ereignisse am Himmel nicht auf Götter, sondern auf Dämonen zurückgeführt.
Im Neuen Testament spielen Dämonen eine prominentere Rolle, insbesondere in den Evangelien. Jesus wird häufig bei Exorzismen dargestellt, was die Vorstellung von Dämonen als Verursacher von Krankheiten und Besessenheit unterstreicht. In der Apostelgeschichte und den Briefen des Paulus werden Dämonen oft mit heidnischen Göttern in Verbindung gebracht, was die Abgrenzung des frühen Christentums von polytheistischen Kulten verdeutlicht. Die zugrundeliegenden Dämonenvorstellungen entstammen Gemeingut insb. mit dem antiken Judentum. Bisweilen wurden auch Anknüpfungen an mittelplatonische, stoische oder sonstige hellenistische dämonologische Annahmen aufzuzeigen versucht. Peter Busch etwa sah im Hebräerbrief eine Transformation von Elementen mittelplatonischer Dämonologie in christologische Attribute: „durch die Himmel gegangen“ (Hebr 4,14 ) beziehe sich auf die Wohnstätte der Dämonen; diese haben priesterliche Züge (so Plutarch) und menschliche Affekte (Mittelplatonismus, Stoa); für V. 15 weist er auf eine mittelplatonische Debatte über die Sündlosigkeit der Dämonen hin.
In paulinischen Texten wird eine Inkaufnahme von Dämonen zwar mitformuliert, jedoch v. a. als theologisch bedeutungslos erklärt.

### Christliche Patristik

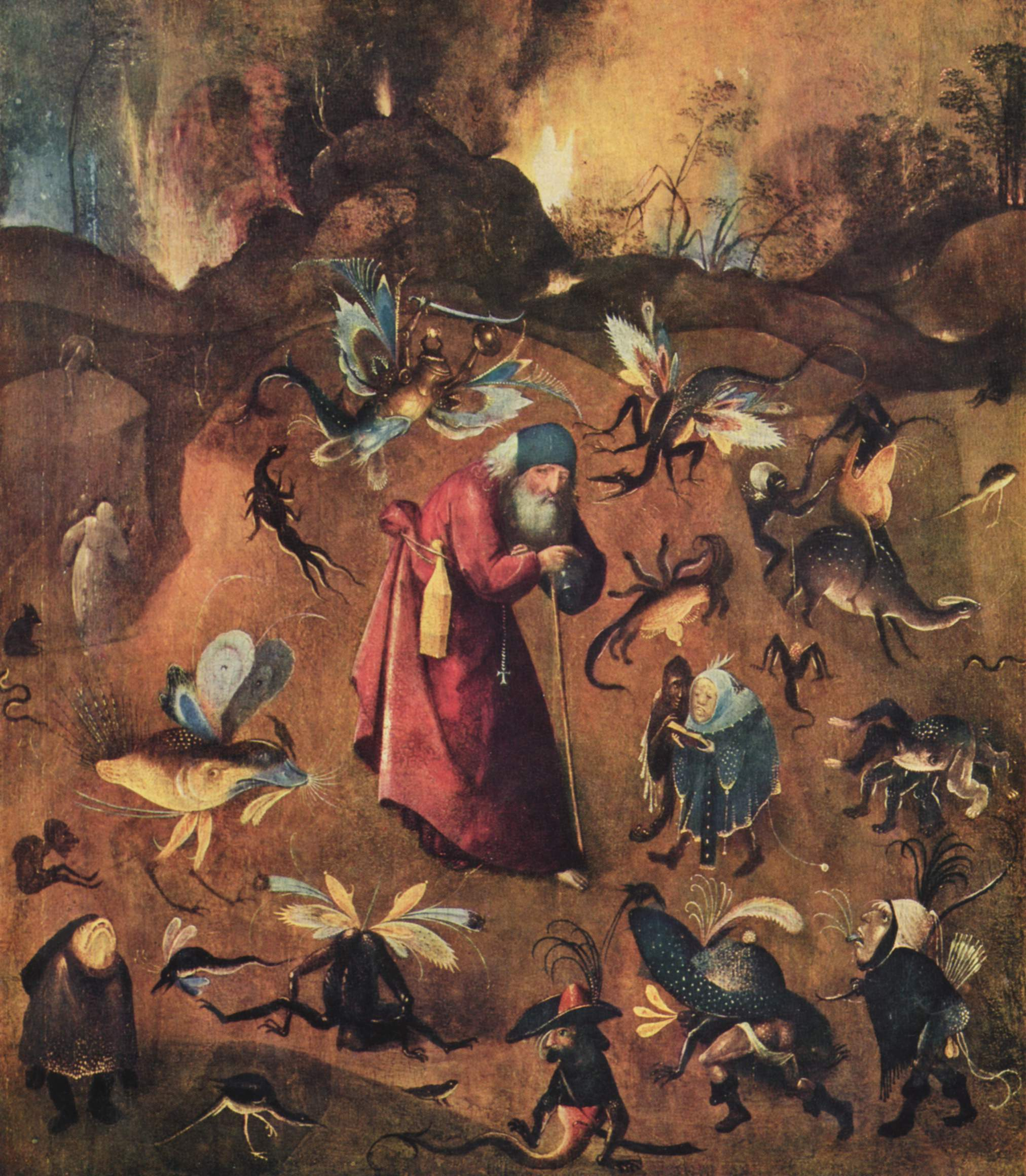
Nachahmer von Hieronymus Bosch: Die Versuchung des hl. Antonius, um 1500.

Die patristischen Theologen diskutieren die Dämonen v. a. in Hinsicht auf die soteriologische Frage danach, wovon wir erlöst werden. Dabei entwickelten die Kirchenväter komplexe dämonologische Systeme, die oft auf neuplatonischen Ideen aufbauten.
Origenes beispielsweise entwickelte eine komplexe Dämonologie, in der er die Dämonen als gefallene Engel betrachtete, die durch ihren freien Willen von Gott abgefallen waren. Er sah ihre Existenz als Teil des göttlichen Heilsplans.
Augustinus, beeinflusst von Plotin, betrachtete Dämonen als Luftwesen mit feinen Körpern und übermenschlichen Fähigkeiten. Er betonte ihre Rolle als Verführer der Menschen und sah in ihnen eine Erklärung für die Fortdauer heidnischer Kulte.

### Lateinisches Mittelalter
Mittelalterliche Theologen führen die aus Patristik und Übergangszeit überlieferten Fragestellungen weiter und beziehen auch die christologische Frage mit ein, wie Christus den Teufel überwindet, sowie die anthropologische Frage, wie die Ursünde zu verstehen ist. Augustinus stellte die reale Existenz der Dämonen nicht in Frage. Er vertrat die Lehre der gefallenen Engel. Ihm folgte im Wesentlichen Isidor von Sevilla in seinen Etymologiae. In dieser Tradition stand auch Rabanus Maurus mit seiner Abhandlung De magicis artibus, wo sowohl De divinatione daemonum des Augustinus als auch Isidors Etymologiae rezipiert wurden. Die Aussagen von Rabanus Maurus wurden im 12. Jahrhundert in das Decretum Gratiani aufgenommen. Augustinus hatte auch die Lehre vom Dämonenpakt vertreten, die so zu einem festen Bestandteil der scholastischen Theologie des Hochmittelalters wurde und auch in das Decretum Gratiani (vgl. C.26 q.2 c.6 §5) Eingang fand. Diese Vorstellung wurde später von Thomas von Aquin weiterentwickelt, der in seiner Summa theologica ausführlich über die Natur und Fähigkeiten der Dämonen schrieb.

### Europäische Neuzeit und Moderne

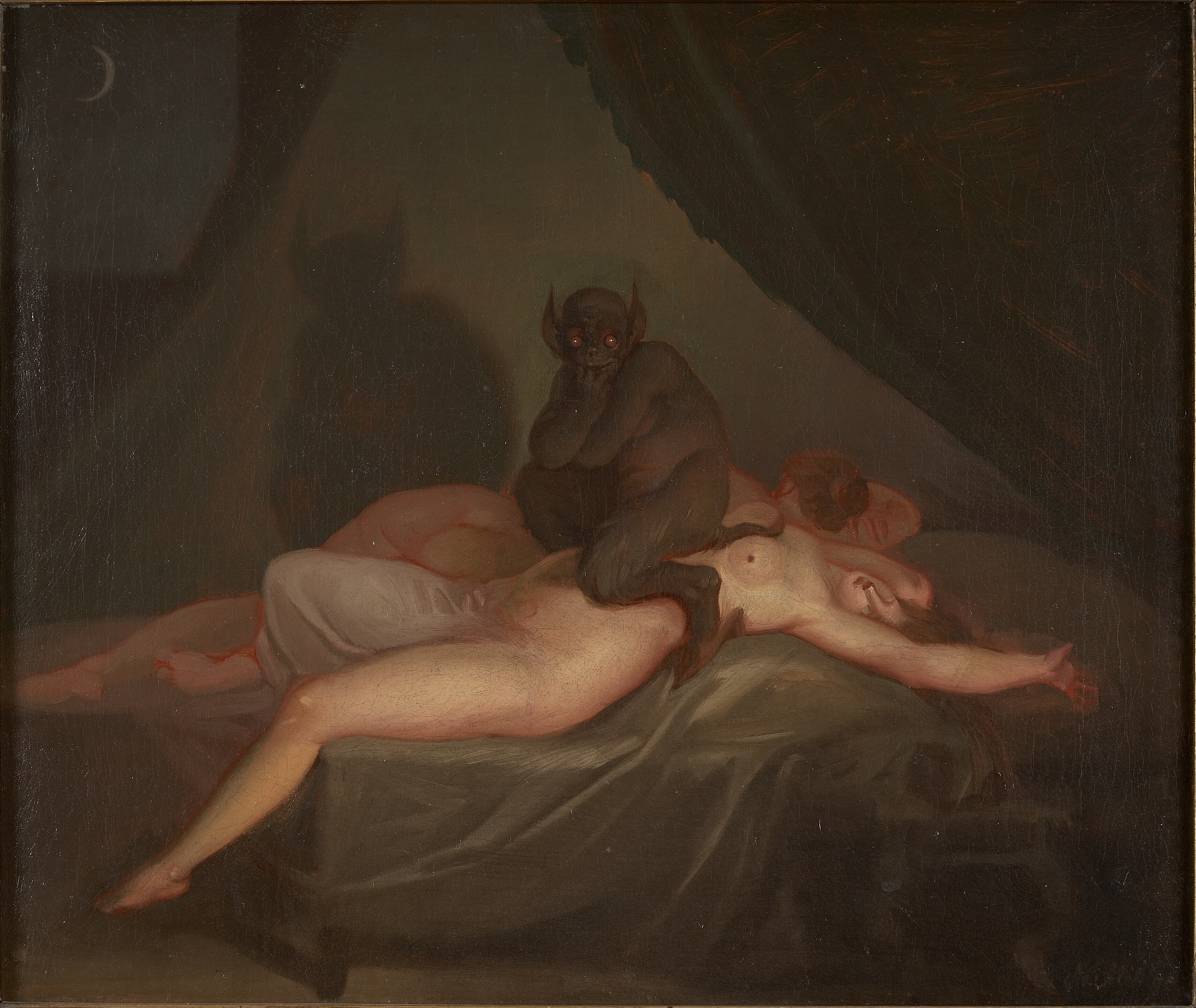
Nikolaj Abraham Abildgaard: Mareridt, 1800.

Der britische Historiker Stuart Clark hat in einem vielbeachteten Buch nachgewiesen, dass der Dämonenglaube ein wichtiger Teil des Naturverständnisses der frühen Neuzeit war. Clark zufolge war Dämonologie eine „Physik“, die allgemein akzeptierte Erklärungen für natürliche Phänomene bot. Stuart Clark wendete sich mit dieser Einschätzung gegen die ältere Geschichtswissenschaft, die Dämonenglauben primär als etwas der Naturwissenschaft Entgegengesetztes betrachtete. Seit Clarks Studie wird eher die Ähnlichkeit der Erklärungsmodelle mit unterschiedlichen Grundannahmen betont als deren Unterschiedlichkeit.
Eine besondere Bedeutung kommt dem Dämonenglauben im Zusammenhang mit der Hexenverfolgung zu. Der Pakt mit dem Teufel war eine Grundvoraussetzung für die Erlangung magischer Fähigkeiten, die ihrerseits eine Form der Beeinflussung der Natur waren. Teufel und Dämonen hatten nach kirchlicher Lehre keine übernatürlichen Fähigkeiten. Solche konnte spätestens seit der Verurteilung der dualistischen Häresie durch das vierte Laterankonzil nur Gott haben. In diesem Zusammenhang erreichte die Dämonologie einen Höhepunkt mit Werken wie dem ‚Malleus Maleficarum' (1486) von Heinrich Kramer. Dieses Buch, das als Handbuch für Hexenjäger diente, kodifizierte die Vorstellung von Hexen als Dienerinnen des Teufels und trug maßgeblich zur Intensivierung der Hexenverfolgungen bei.
Die Reformation brachte keine grundlegende Änderung dieser Vorstellungen; sowohl Luther als auch Calvin hielten am Glauben an die Realität von Dämonen und deren Einfluss auf die menschliche Welt fest.
Autoren des 19. Jahrhunderts haben des Öfteren versucht, Dämonenglauben geschichtsphilosophisch bzw. religionsgeschichtlich-evolutionistisch einzuordnen und zu deuten in Bezugsetzung zu Vorstufen oder nachfolgenden Stufen und Kategorien wie Animismus, Polytheismus, Monotheismus. Diese Deutungsversuche werden nach heutiger historischer Auffassung der Belegfülle schwerlich gerecht.
In der Theologie des 20. Jahrhunderts wird, auch in Reaktion auf Bestrebungen einer „Entmythologisierung“ des Traditionsguts, selten explizit über Dämonen gehandelt. Diskutiert wird beispielsweise, inwieweit die überlieferten Vorstellungen im Sinne „dämonischer Strukturen“ zu reinterpretieren sind oder inwiefern dabei ein „personaler“ Gesichtspunkt aufrechtzuhalten ist.